# Città della Pieve
Città della Pieve település Olaszországban, Umbria régióban, Perugia megyében. Lakosainak száma 7466 fő (2023. január 1.). Città della Pieve Allerona, Cetona, Chiusi, Fabro, Monteleone d’Orvieto, Piegaro, San Casciano dei Bagni, Castiglione del Lago és Paciano községekkel határos.
A város a Città della Pieve-i egyházmegye püspöki székvárosa volt 1986. szeptember 30-áig, amikor az egyházmegyét a Perugiai főegyházmegyéhez csatolva létre nem jött a Perugia-Città della Pieve-i főegyházmegye. Azóta a város korábbi székesegyháza társszékesegyházi rangot visel.

## Népesség
A település lakossága az elmúlt években az alábbi módon változott:
| Lakosok száma | 7834 | 7686 | 7466 |
|               | 2011 | 2018 | 2023 |